# Siposs Jenő
Siposs Jenő (Somorja, 1920. július 1. – Komárno, 1997. augusztus 17.) szlovákiai magyar színész, lektor, színműíró, műfordító.

## Életpályája
Iskoláit Somorján, Komáromban és Érsekújváron végezte el. 1940-ben érettségizett Dunaszerdahelyen. Katonaként megjárta a második világháború harctereit. 1948-ban jogi diplomát szerzett Budapesten. Eredetileg hivatalnok volt; hazakerült Somorjára, ahol előbb jogügyi előadó, majd útépítő munkás volt. 1952–1980 között a Magyar Területi Színház színésze volt. 1966–1980 között a Magyar Területi Színház (MATESZ) lektora volt. 1980-ban nyugdíjba vonult.

### Munkássága
Alakításait kisebb-nagyobb vígjátéki szerepek alkották. Komolyabb drámai szerepeiben kitűnt egyszerű embersége és temperamentuma. Az irodalom iránti vonzalmát mint lektor hasznosította. Több színdarab és mesejáték szerzője, némelyik megjelent szlovák és ukrán nyelven is.

## Színházi szerepei
- Urbán Ernő: Tűzkeresztség – Fuvaros Szél János
- Beaumarchais: A szevillai borbély – Basilio
- William Shakespeare: A makrancos hölgy – Vincentio
- Schiller: Ármány és szerelem – Von Kalb
- Mikszáth Kálmán: Szent Péter esernyője – Sztolarik
- Hašek: Švejk – Kraus ezredes
- Jókai Mór: A kőszívű ember fiai – Haynau
- Móricz Zsigmond: Légy jó mindhalálig – Valkay tanár úr

## Művei
- A csodálatos erszény (mesejáték, Pozsony, 1957)
- Jávorfácska (mesejáték, Pozsony, 1959; szlovákul; Pozsony, 1964)
- Bolondóra (vígjáték, Pozsony, 1962; szlovákul és ukránul; Pozsony, 1963)
- Majomszeretet (vígjáték, Pozsony, 1964)
- Tülekedők (vígjáték, Pozsony, 1966; szlovákul; Pozsony, 1967)
- Telitalálat (vígjáték, Pozsony, 1967)
- Bumeráng (vígjáték, Pozsony, 1968)
- Két Ádám és egy Éva (vígjáték, Pozsony, 1968)
- Nagy baj az agybaj (komédia, Pozsony, 1969)
- Világjáró Gergő (mesejáték, Pozsony, 1970)
- A farkas és az őzikék (mesejáték, Pozsony, 1973)
- Jelzőtűz (dráma, Pozsony, 1973)
- A világjáró Jankó (mesejáték, Pozsony, 1976)
- Utazás Idómiába (mesejáték)
- Rosszcsont Ferke (mesejáték)
- Bagolyvár (mesejáték)
- Nagyezüst (hangjáték)

## Műfordításai
- Ján Solovič: Az utolsó vihar (dráma, Pozsony, 1956)
- M. Rázusová-Martáková: A mézesbábos kunyhó (verses színjáték, Pozsony, 1957)
- A. Sz. Makarenko-M. Stehlík: Az új ember kovácsa (vígjáték, Pozsony, 1960)
- L. Luknár: Mackó úrfi királysága (mesejáték, Pozsony, 1970)

## Filmjei
- A hentessegéd (1982)

## Díjai
- A Szlovák Ifjúsági Szövetség pályázatának díja (1970)